# Slaviska migrationen till Balkanhalvön

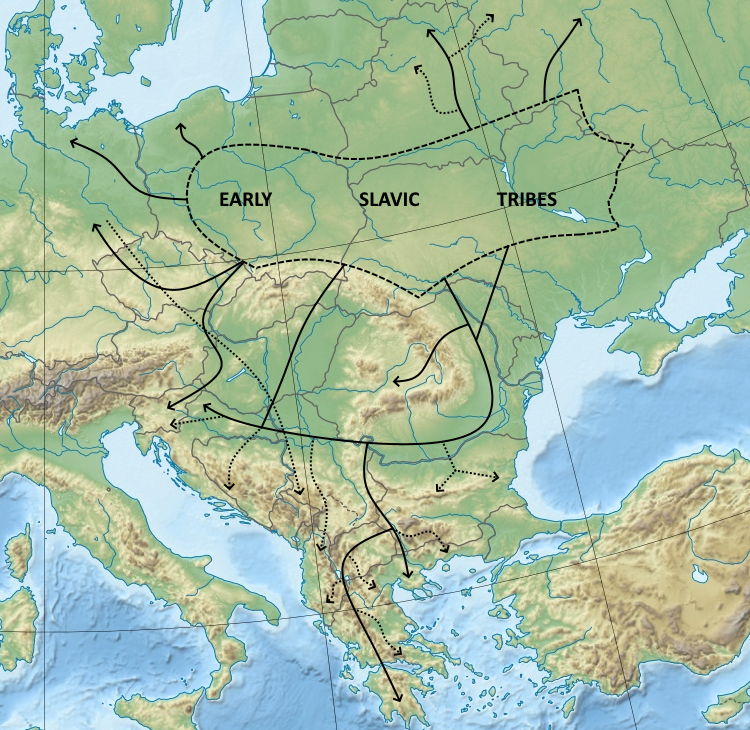
Slaviska migrationen till Balkanhalvön

Den Slaviska migrationen till Balkanhalvön syftar på den massmigration av tidiga slaver (Sclaveni) österifrån till Balkanhalvön i sydöstra Europa under 500- och 600-talen. Den ledde till en demografisk förändring av etnicitet, kultur och språk till slaviska i sydöstra Europa, där det Bysantinska väldet upphörde i större delen av Balkanhalvön i mitten av 600-talet.
Migrationen möjliggjordes av en kraftig befolkningsminskning i Europa till följd av den justinianska pesten och den sena antikens lilla istid (536-660), samtidigt som ett instabilt krigiskt tillstånd rådde genom Bysantinska rikets krig mot avarerna i Ungern, stäppnomaderna i Ukraina och Sassaniderna i Persien. De nomadiska slaviska stammarna agerade ofta som allierade till avarerna, men även självständigt. Efter belägringen av Sirmium 582 kunde de tränga in i det bysantinska Balkanhalvön, och år 626 belägrade de Konstantinopel. 
Det Bysantinska riket, som var utmattad av ständiga krig på andra håll, tvingades sedan acceptera att slaverna (som bysantinarna kallade Sclaveni) bosatte sig permanent på Balkanhalvön, där det bysantinska väldet upphörde och slöt fred med dem i utbyte mot en allians mot avarerna och bulgarerna.